# Desa Keramatjaya
Desa Keramatjaya är en administrativ by i Indonesien.   Den ligger i provinsen Banten, i den västra delen av landet, 150 km väster om huvudstaden Jakarta.